# Michał (Jermakow)
Michał, imię świeckie Wasilij Fiodorowicz Jermakow (ur. 31 lipca?/12 sierpnia 1862 w Petersburgu, zm. 30 marca 1929 w Kijowie) – rosyjski biskup prawosławny.

## Życiorys
Ukończył seminarium duchowne w Kijowie, po czym w 1887 uzyskał tytuł kandydata nauk teologicznych w Kijowskiej Akademii Duchownej. 19 czerwca 1887 złożył wieczyste śluby mnisze, zaś 29 czerwca tego samego roku został wyświęcony na hieromnicha i zatrudniony jako wykładowca w seminarium duchownym, którego był absolwentem. Od 1888 do 1890 był inspektorem seminarium duchownego w Orle. Od 1890 do 1891 był p.o. inspektora Petersburskiej Akademii Duchownej, zaś od roku następnego był na stałe zatrudniony na tym stanowisku. Otrzymał również godność archimandryty. Od 1893 był rektorem seminarium duchownego w Mohylewie, następnie zaś w Krzemieńcu.
31 stycznia 1899 miała miejsce jego chirotonia na biskupa nowogrodzko-siewierskiego, wikariusza eparchii czernihowskiej, w której wzięli udział jako konsekratorzy metropolita kijowski i halicki Joannicjusz, metropolita petersburski i ładoski Antoni, metropolita moskiewski i kołomieński Włodzimierz, arcybiskup nowogrodzki i staroruski Teognost, arcybiskup twerski i kaszyński Dymitr, biskup samarski Guriasz, biskup orłowski i siewski Nikanor, biskup taurydzki i symferopolski Mikołaj oraz biskup saratowski i carycyński Jan. Od 20 października 1899 był biskupem kowieńskim, wikariuszem eparchii wileńskiej i litewskiej. W 1903 objął katedrę omską i siemipałatyńską, zaś w 1905 został przeniesiony na katedrę grodzieńską i brzeską. W 1912 otrzymał godność arcybiskupią. Działał w rosyjskim ruchu nacjonalistycznym i monarchistycznym. W 1915 opuścił Grodno, udając się na bieżeństwo do Moskwy.
Uczestniczył w Soborze Lokalnym Rosyjskiego Kościoła Prawosławnego. Od 1921 tymczasowo zarządzał eparchią kijowską. W 1924 locum tenens Patriarchatu Moskiewskiego metropolita Piotr nadał mu godność metropolity kijowskiego i egzarchy Ukrainy, jak również wyznaczył go na drugiego z trzech kandydatów do objęcia zadań locum tenens Patriarchatu na wypadek swojego aresztowania. W roku następnym metropolita Michał został aresztowany i osadzony w więzieniu, następnie zaś skazany na zesłanie do Turkiestanu. W 1927 wrócił na Ukrainę i ponownie podjął zarząd eparchii kijowskiej. Zmarł w 1929.